# Danh sách máy bay-X

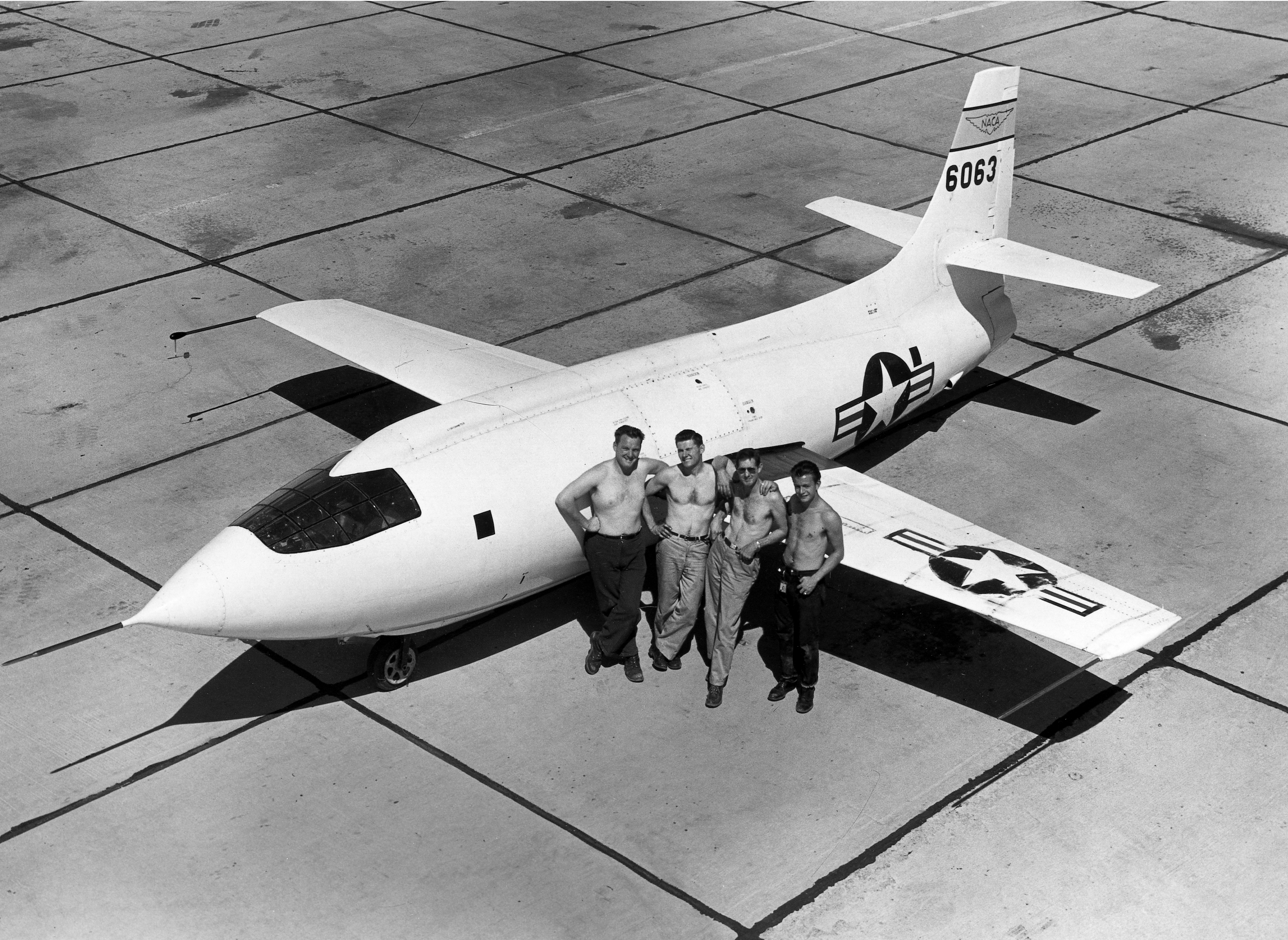
Bell X-1-2

Máy bay X (X-plane) là một loạt các máy bay và trực thăng thử nghiệm của Hoa Kỳ (và một số rocket) được sử dụng để thử nghiệm và đánh giá các công nghệ và khái niệm khí động học mới. Hầu hết các X-plane được Ủy ban tư vấn hàng không quốc gia (NACA), sau này là Cơ quan không gian và hàng không quốc gia (NASA) vận hành, thông thường sẽ có sự hợp tác với Không quân Hoa Kỳ. Các cuộc thử nghiệm chính của X-Plane thường diễn ra tại Căn cứ không quân Edwards.
Một số X-plane được công khai nhưng một số khác, chẳng hạn như X-16 lại được phát triển bí mật. Chiếc đầu tiên là Bell X-1, trở nên nổi tiếng ngay sau khi hoàn thành vào năm 1947, là chiếc máy bay đầu tiên phá vỡ rào cản âm thanh trên độ cao bay thường.  Các X-plane sau đó đã hỗ trợ nghiên cứu quan trọng trong vô số lĩnh vực khí động học và kỹ thuật, nhưng chỉ có máy bay tên lửa North American X-15 vào đầu thập niên 1960 đạt được danh tiếng tương đương với X-1. Các X-plane từ 7 tới 12 thực chất là tên lửa (được sử dụng để thử nghiệm các động cơ mới), và một số phương tiện không phi công khác (một số điều khiển từ xa, một số là máy bay không người lái hoàn toàn).
Hầ hết các X-plane không được đưa vào sản xuất toàn diện; nhưng một ngoại lệ là Lockheed Martin X-35, cạnh tranh với Boeing X-32 trong Chương trình máy bay tiêm kích tấn công liên quân, được đưa vào sản xuất với tên chính thức là F-35.
Không phải tất cả các máy bay thử nghiệm của Hoa Kỳ được định danh là X-plane; một số được định danh bởi Hải quân Hoa Kỳ trước năm 1962, trong khi những chiếc khác được định danh theo hãng sản xuất, không được định danh theo mã 'X', hoặc tên mã tuyệt mật.
| Tên                     | Hãng chế tạo Cơ quan quản lý                  | Hình ảnh                                      | Chuyến bay đầu                                                            | Mục đích và Ghi chú |
| ----------------------- | --------------------------------------------- | --------------------------------------------- | ------------------------------------------------------------------------- | --- |
| X-1                     | Bell Aircraft USAF, NACA                      |                                               | 19 tháng 1 năm 1946                                                       | Thử nghiệm bay tốc độ và độ cao lớn. Máy bay đầu tiên phá vỡ rào cản âm thanh khi đang bay. Chứng minh khả năng khí động học của các bộ phận cánh mỏng.                                                      |
| X-2 "Starbuster"        | Bell Aircraft USAF                            |                                               | 27 tháng 6 năm 1952                                                       | Thử nghiệm bay tốc độ và độ cao lớn. Máy bay đầu tiên đạt vận tốc Mach 3. |
| X-3 Stiletto            | Douglas Aircraft USAF, NACA                   |                                               | 27 tháng 10 năm 1952                                                      | Có cấu trúc hợp kim titanium. Thử nghiệm bay tốc độ cao trong thời gian dài. Không đạt được tốc độ theo thiết kế, nhưng cung cấp cái nhìn sâu vào khớp nối quán tính.                                        |
| X-4 Bantam              | Northrop USAF, NACA                           |                                               | 15 tháng 12 năm 1948                                                      | Đánh giá các tính năng điều khiển của máy bay không đuôi khi bay tốc độ siêu thanh. |
| X-5                     | Bell Aircraft USAF, NACA                      |                                               | 20 tháng 6 năm 1951                                                       | Máy bay đầu tiên bay với cánh có thể thay đổi hình dạng. |
| X-6                     | Convair USAF, AEC                             |                                               | Không bay                                                                 | Convair B-36 hoán cải để nghiên cứu động cơ hạt nhân cho máy bay; không chế tạo. NB-36H được dùng để thử nghiệm mặt đất.                                                                                     |
| X-7 "Flying Stove Pipe" | Lockheed 3 quân chủng                         |                                               | Tháng 4, 1951                                                             | Thử nghiệm mặt đất cho động cơ ramjet tốc độ cao. |
| X-8 Aerobee             | Aerojet NACA, USAF, USN                       |                                               |                                                                           | Rocket thử nghiệm tầng khí quyển. |
| X-9 Shrike              | Bell Aircraft USAF                            |                                               | Tháng 4, 1949                                                             | Thử nghiệm công nghệ đẩy và dẫn đường. Hỗ trợ cho việc phát triển tên lửa GAM-63 Rascal. |
| X-10                    | North American Aviation USAF                  |                                               | 13 tháng 10 năm 1953                                                      | Thử nghiệm cho tên lửa SM-64 Navajo. |
| X-11                    | Convair USAF                                  |                                               | 11 tháng 6 năm 1957                                                       | Thử nghiệm cho tên lửa SM-65 Atlas. |
| X-12                    | Convair USAF                                  |                                               | Tháng 7, 1958                                                             | Thử nghiệm nâng cao cho tên lửa SM-65 Atlas. |
| X-13 Vertijet           | Ryan Aeronautical USAF, USN                   |                                               | 10 tháng 12 năm 1955                                                      | Thử nghiệm cất hạ cánh thẳng đứng (VTOL). Thử nghiệm cấu hình cho các chuyến bay VTOL. |
| X-14                    | Bell Aircraft USAF, NASA                      |                                               | 19 tháng 2 năm 1957                                                       | Thử nghiệm VTOL. Kiểm tra cấu hình lực đẩy vector cho chuyến bay VTOL. |
| X-15                    | North American Aviation USAF, NASA            |                                               | 8 tháng 6 năm 1959                                                        | Thử nghiệm vận tốc siêu thanh (Mach 6.7), và trần bay lớn (350.000 foot (110.000 m)). Máy bay siêu thanh đầu tiên do người điều khiển; có khả năng thực hiện các chuyến bay không gian ở độ cao cận quỹ đạo. |
| X-16                    | Bell Aircraft USAF                            |                                               | Không bay                                                                 | Dự án máy bay trinh sát tầng cao. Định danh "X-16" được sử dụng như câu chuyện trang bìa. |
| X-17                    | Lockheed USAF, USN                            |                                               | Tháng 4, 1956                                                             | Thử nghiệm hiệu ứng khi trở lại tầng khí quyển ở vận tốc Mach lớn. |
| X-18                    | Hiller Aircraft USAF, USN                     |                                               | 24 tháng 11 năm 1959                                                      | Thử nghiệm VTOL/Cất cánh đường băng ngắn và hạ cánh thẳng đứng (STOVL). Đánh giá khái niệm tiltwing cho VTOL.                                                                                                |
| X-19                    | Curtiss-Wright Tri-service                    |                                               | Tháng 11, 1963                                                            | Thử nghiệm vận tải VTOL. Định danh XC-143 được sử dụng. |
| X-20 Dyna-Soar          | Boeing USAF                                   |                                               | Không chế tạo                                                             | Tàu không gian tái sử dụng cho các nhiệm vụ quân sự. |
| X-21                    | Northrop USAF                                 |                                               | 18 tháng 4 năm 1963                                                       | Thử nghiệm điều khiển lớp biên. |
| X-22                    | Bell Aircraft 3 quân chủng                    |                                               | 17 tháng 3 năm 1966                                                       | Thử nghiệm STOVL với rotor nghiêng 4 cánh. |
| X-23 PRIME              | Martin Marietta USAF                          |                                               | 21 tháng 12 năm 1966                                                      | Thử nghiệm hiệu ứng trở lại khí quyển. Chú ý: Định danh không bao giờ được sử dụng chính thức. |
| X-24                    | Martin Marietta USAF, NASA                    |                                               | 1 tháng 8 năm 1973                                                        | Thử nghiệm điều khiển khái niệm thân nâng tốc độ thấp. Thử nghiệm hình dạng khí động học. |
| X-25                    | Benson USAF                                   |                                               | 6 tháng 12 năm 1955                                                       | Autogyro hạng nhẹ cho trường hợp khẩn cấp |
| X-26 Frigate            | Schweizer DARPA, Lục quân Hoa Kỳ, USN         |                                               | 1967                                                                      | Tàu lượn thử nghiệm Thử nghiệm máy bay thám sát. |
| X-27                    | Lockheed                                      |                                               | Không bay                                                                 | Mẫu thử tiêm kích hiệu năng cao. |
| X-28 Sea Skimmer        | Osprey Aircraft USN                           |                                               | 12 tháng 8 năm 1970                                                       | Thử nghiệm thủy phi cơ. |
| X-29                    | Grumman DARPA, USAF, NASA                     |                                               | 1984                                                                      | Thử nghiệm cánh xuôi trước. |
| X-30 NASP               | Rockwell NASA, DARPA, USAF                    |                                               | Không chế tạo                                                             | Mẫu thử tàu không gian. |
| X-31                    | Rockwell DARPA, USAF, BdV                     |                                               | 1990                                                                      | Thử nghiệm khả năng siêu cơ động của lực đẩy vector. Thử nghiệm ESTOL. |
| X-32                    | Boeing USAF, USN, RAF                         |                                               | Tháng 9, 2000                                                             | Mẫu thử tiêm kích tấn công liên quân. |
| X-33 Venture Star       | Lockheed Martin NASA                          |                                               | Mẫu thử chưa hoàn thành                                                   | Mẫu thử phương tiện phóng tái sử dụng kích thước nhỏ. |
| X-34                    | Orbital Sciences NASA                         |                                               | Không bay                                                                 | Thử nghiệm tàu không gian không người lái tái sử dụng. |
| X-35                    | Lockheed Martin USAF, USN, RAF                |                                               | 2000                                                                      | Mẫu thử Joint Strike Fighter. |
| X-36                    | McDonnell Douglas/Boeing NASA                 |                                               | 17 tháng 5 năm 1997                                                       | Thử nghiệm tiêm kích không đuôi kích thước 28% mẫu thật. |
| X-37                    | Boeing USAF, NASA                             |                                               | 7 tháng 4 năm 2006 (thử nghiệm thả) 22 tháng 4 năm 2010 (bay vào quỹ đạo) | Tàu tàu không gian quỹ đạo tái sử dụng. |
| X-38                    | Scaled Composites NASA                        |                                               | 1999                                                                      | Mẫu trình diễn thân nâng. |
| X-39                    | Không rõ USAF                                 | Bí mật                                        | Không rõ                                                                  | Chương trình Future Aircraft Technology Enhancements (FATE). Chú ý: Định danh không bao giờ được gán chính thức.                                                                                             |
| X-40                    | Boeing USAF, NASA                             |                                               | 11 tháng 8 năm 1998                                                       | Thử nghiệm tàu không gian kích thước 80% thật. Mẫu thử X-37. |
| X-41                    | Không rõ USAF                                 | Bí mật                                        | Không rõ                                                                  | Phương tiện bay trở lại khí quyển. |
| X-42                    | Không rõ USAF                                 | Bí mật                                        | Không rõ                                                                  | Thử nghiệm rocket. |
| X-43 Hyper-X            | Micro Craft NASA                              |                                               | 2 tháng 6 năm 2001                                                        | Thử nghiệm động cơ scramjet. |
| X-44 MANTA              | Lockheed Martin USAF, NASA                    |                                               | Hủy bỏ                                                                    | Thử nghiệm lực đẩy vector dựa trên F-22. |
| X-45                    | Boeing DARPA, USAF                            |                                               | 22 tháng 5 năm 2002                                                       | Mẫu trình diễn máy bay chiến đấu không người lái. |
| X-46                    | Boeing DARPA, USN                             |                                               | Hủy bỏ                                                                    | Mẫu trình diễn UCAV của Hải quân. |
| X-47A Pegasus X-47B     | Northrop Grumman DARPA, USN                   |                                               | 23 tháng 2 năm 2003                                                       | Mẫu trình diễn UCAV của Hải quân. |
| X-48                    | Boeing NASA                                   |                                               | ngày 20 tháng 7 năm 2007                                                  | Thử nghiệm thân nâng. |
| X-49 Speedhawk          | Piasecki Aircraft US Army                     |                                               | 29 tháng 7 năm 2007                                                       | Trực thăng thử nghiệm Thử nghiệm cánh quạt (VTDP). |
| X-50 Dragonfly          | Boeing DARPA                                  | Tập tin:Boeing X-50A.jpg                      | 24 tháng 11 năm 2003                                                      | Thử nghiệm cánh/rotor cánh mũi. |
| X-51 Waverider          | Boeing USAF                                   |                                               | 26 tháng 5 năm 2010                                                       | Mẫu trình diễn scramjet siêu thanh. |
| X-52                    | Số này không dùng để tránh nhầm lẫn với B-52. | Số này không dùng để tránh nhầm lẫn với B-52. | Số này không dùng để tránh nhầm lẫn với B-52.                             | Số này không dùng để tránh nhầm lẫn với B-52. |
| X-53                    | Boeing Phantom Works NASA, USAF               |                                               | Tháng 11, 2002                                                            | Thử nghiệm cánh khí động tích cực. |
| X-54                    | Gulfstream Aerospace NASA                     |                                               | Tương lai                                                                 | Thử nghiệm vận tải siêu thanh. |
| X-55                    | Lockheed Martin Skunk Works USAF              |                                               | 2 tháng 6 năm 2009                                                        | Advanced Composite Cargo Aircraft (ACCA). Thử nghiệm khung thân. |
| X-56                    | Lockheed Martin Skunk Works USAF/NASA         |                                               | 2012                                                                      | Máy bay trinh sát tầng cao, thời gian bay dài tương lai. |